# El Guettana
El Guettana là một đô thị thuộc tỉnh Mascara, Algérie. Dân số thời điểm năm 2002 là 2.238 người.